# Pseudocetonurus
Pseudocetonurus is een geslacht van de familie van rattenstaarten (Macrouridae) en kent 1 soort.

## Taxonomie
Het geslacht kent de volgende soort:
- Pseudocetonurus septifer - Sazonov & Shcherbachev, 1982[1]

Albatrossia · Asthenomacrurus · Bathygadus · Cetonurichthys · Cetonurus · Coelorinchus · Coryphaenoides · Cynomacrurus · Echinomacrurus · Gadomus · Haplomacrourus · Hymenocephalus · Idiolophorhynchus · Kumba · Kuronezumia · Lepidorhynchus · Lucigadus · Macrosmia · Macrouroides · Macrourus · Malacocephalus · Mataeocephalus · Mesobius · Nezumia · Odontomacrurus · Pseudocetonurus · Pseudonezumia · Sphagemacrurus · Squalogadus · Trachonurus · Trachyrincus · Ventrifossa